# Xã Spring Creek, Quận Pike, Illinois
Xã Spring Creek (tiếng Anh: Spring Creek Township) là một xã thuộc quận Pike, tiểu bang Illinois, Hoa Kỳ. Năm 2010, dân số của xã này là 591 người.